# Endasys maculatus
Endasys maculatus là một loài tò vò trong họ Ichneumonidae.